# Słonecznik (Riesengebirge)
Słonecznik (deutsch Mittagstein, tschechisch Polední kámen) ist der polnische Name einer Felsformation aus Granit im östlichen Teil des Schlesischen Kamms des Riesengebirges in Polen.

## Lage
Die 12 Meter hohe Sonnenblume, so die wörtliche Übersetzung ins Deutsche, liegt auf einer Höhe von 1423 Metern über dem Meeresspiegel am Nordhang des Smogornia (deutsch Mittagsberg, tschechisch Stříbrný hřbet), nordwestlich des Karkessels des Wielki Staw (deutsch Großer Teich), im Bezirk der Gemeinde Podgórzyn.

## Entstehung
Das Naturdenkmal besteht aus mehreren stark zerklüfteten Felsnadeln, von denen die nördliche, von der Ostseite aus betrachtet, einer menschlichen Figur ähnelt. Es entstand aus einem Felsaufschluss und einem komplexen und langen Prozess der Erosion. Maßgeblich für die fantastischen Formen der Felsen ist die für das Riesengebirge charakteristische Wollsackverwitterung. Durch wiederholtes Gefrieren und Auftauen des Wassers zwischen den Gesteinsritzen entstanden immer breiter werdende Gesteinsklüfte, bis Gestein abbrach und schließlich die Nadeln stehen blieben.

## Namen und Legenden

Rübezahl, nach M. Helwig

Die Felsgruppe erhielt ihren Namen, weil von Podgórzyn, Przesieka und Borowice aus gesehen die Sonne zur Mittagszeit darüber steht.
Ihre Form und Besonderheit gab Anlass für viele Legenden. Noch heute erzählt man, dass Rübezahl einmal Schlesien ertränken wollte. Dazu beschloss er Felsbrocken in den Großen Teich zu werfen, um ihn zum Überlaufen zu bringen. Der Teufel aber wollte diesen Plan durchkreuzen und tat so, als wolle er sich an diesem schändlichen Tun beteiligen. Doch als er das Angelusläuten verpasst hatte, wurde er bei Sonnenaufgang versteinert. Daher trägt der Fels auch den Namen „Teufelsstein“.
Eine Abwandlung schildert, wie Rübezahl einen großen Stein an einer Kette schleppte. Auch hier hegte er die Absicht, ihn in den großen Teich zu werfen und durch die ausgelöste Flutwelle viele Leute zu töten. Da begegnet ihm ein altes Weiblein, welches ihn bedauerte und ihm riet auszuruhen, wenn ihm die Last zu schwer sei. Sie werde ihm schon wieder aufstehen helfen. Er nahm den Rat an und rastete. Doch als er den Stein wieder aufheben wollte, konnte er es nicht mehr und musste den Stein liegen lassen. Das ist der Mittagstein, an dem der Ring noch zu sehen ist, an welchem die Kette befestigt war. So blieb Schlesien von einem großen Unglück verschont. Das alte Weiblein, glauben manche, sei die Muttergottes gewesen.
Einer anderen Legende zufolge befindet sich die Wohnstätte des Berggeistes Rübezahl selbst in den Felsen. Die erste Karte des Riesengebirges hat der Trautenauer Maler und Chronist Simon Hüttel, vermutlich zwischen 1576 und 1585 erstellt. Sie zeigt eine Darstellung Rübezahls am Mittagstein, in der Form ähnlich wie bei Martin Helwig. Die Stelle auf der Karte wird als „Rubenzagel Nest“ bezeichnet.

## Tourismus und Naturschutz
Der Mittagstein ist die markanteste Felsformation im Riesengebirge, die fast von überall im Hirschberger Tal gesehen werden kann und zu und meistbesuchten Felsen im Riesengebirge zählt. Hier bietet sich eine schöne Aussicht auf den östlichen und nordöstlichen Teil des Riesengebirges mit der Felsgruppe Pielgrzymy im Vordergrund nach Norden oder Blick auf die Bergwiese Polana in östlicher Richtung. Das Gebiet gehört zum polnischen Nationalpark Karkonoski Park Narodowy (KPN), daher gelten strenge Naturschutzbestimmungen. Das Pflücken und Ausgraben von Pflanzen und jede Störung der Wildtiere ist unter Strafe gestellt. Ebenso verboten ist das Verlassen der Wanderwege.
- ein rot markierter Weg führt vom Spindlerpass (polnisch Przełęcz Karkonoska, tschechisch Slezské sedlo) kommend hierher.
- gelb markiert führt ein Weg von Szklarska Poręba durch die beiden Stadtteile von Podgórzyn Przesieka (deutsch Hain) und Borowice (deutsch Baberhäuser) um die Sonnenblume herum weiter zur Polana (1067 Meter), eine Lichtung, auf der die Schlingel-Baude stand, die im Dezember 1966 von einem Feuer zerstört wurde.

## Galerie

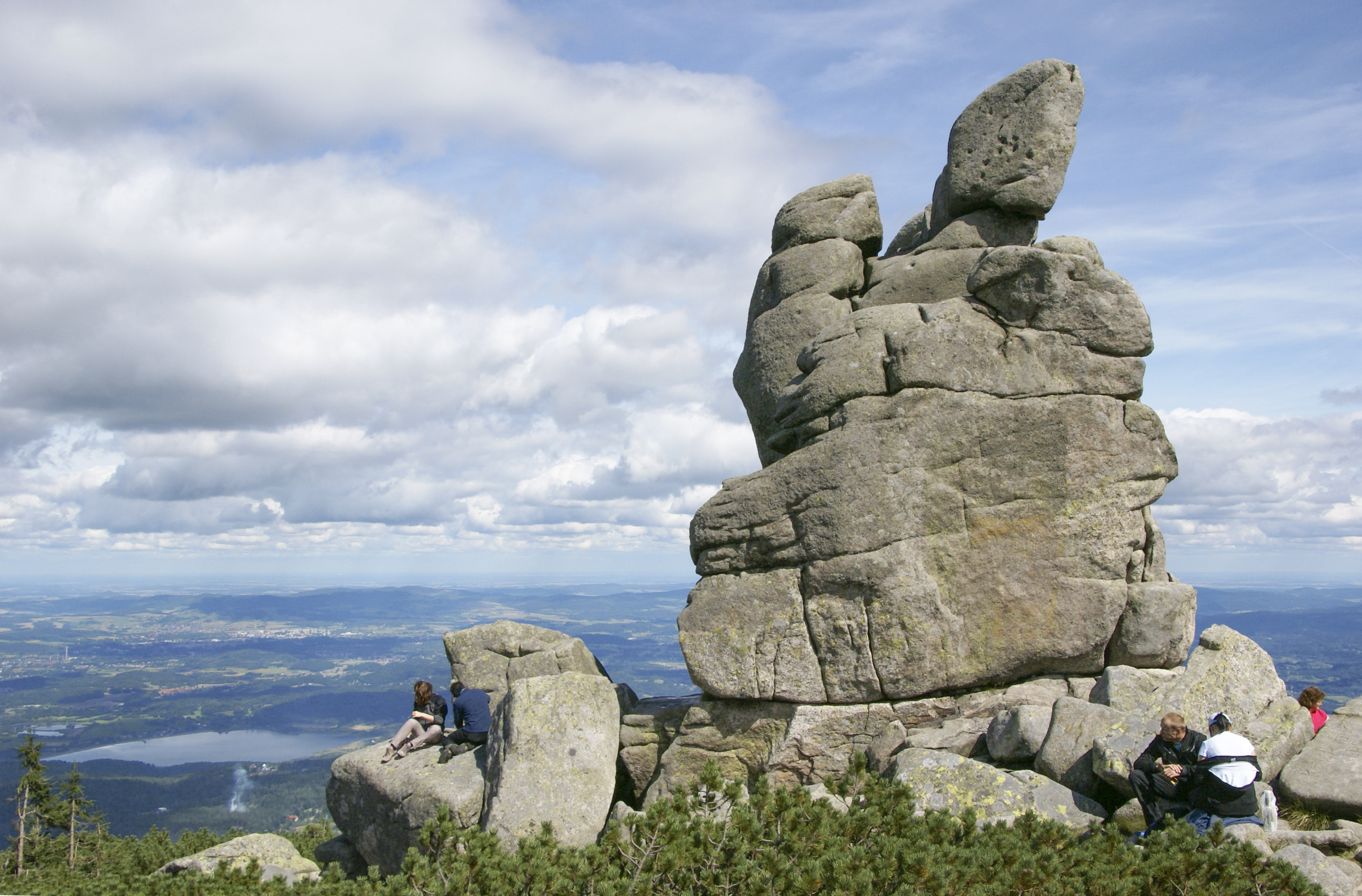
Słonecznik im Sommer
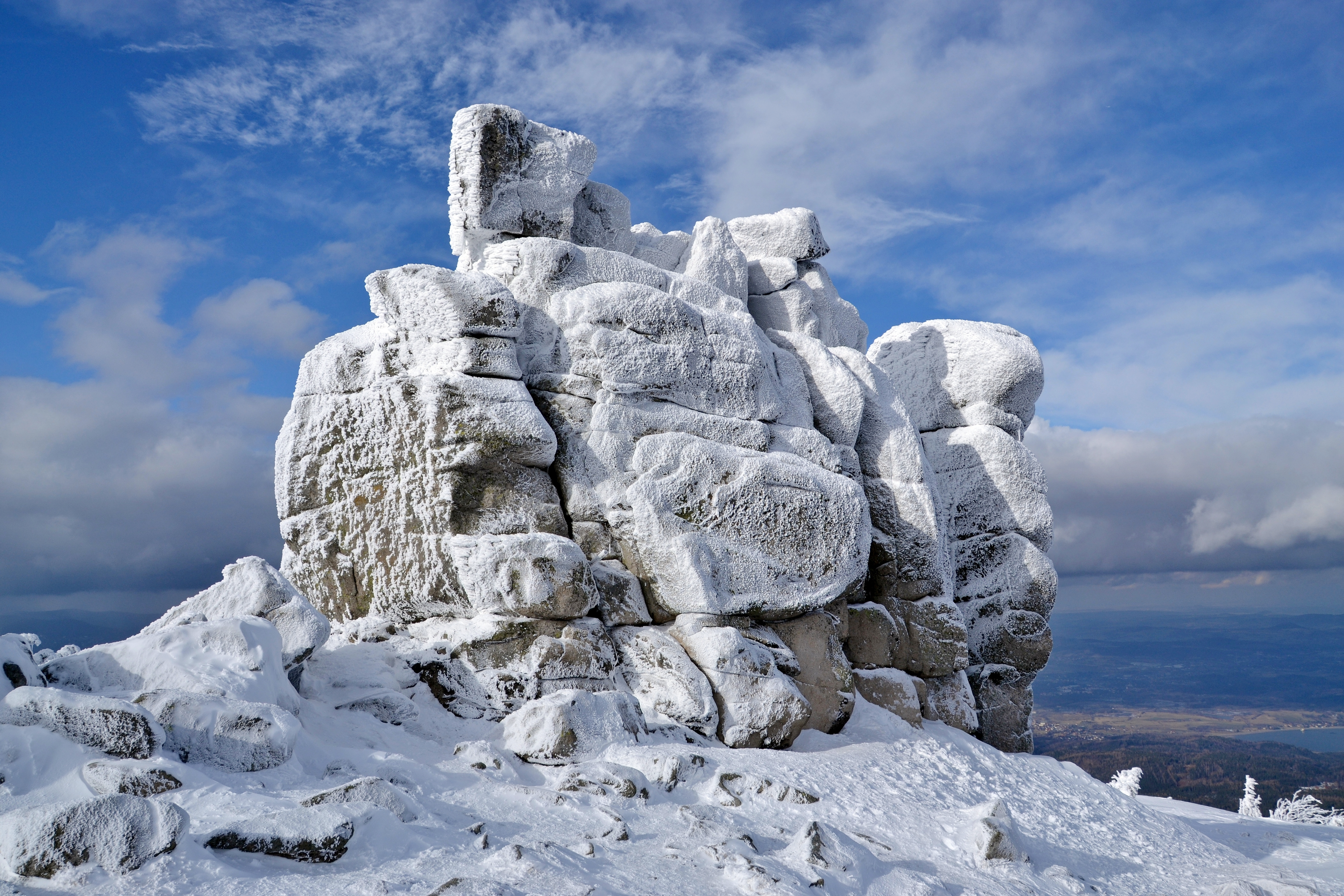
… und im Winter